# Rosanna Bettarini
Rosanna Bettarini (Firenze, 30 luglio 1938 – Firenze, 26 dicembre 2012) è stata una filologa italiana.

## Biografia
Docente all'Università di Firenze, fu socia dell'Accademia della Crusca e dell'Accademia nazionale dei Lincei, nonché presidentessa del Premio Viareggio. Come filologa è ricordata soprattutto per le edizioni critiche delle Vite de' più eccellenti pittori, scultori e architettori, nelle redazioni del 1550 e 1568 di Giorgio Vasari con il commento di Paola Barocchi (6 volumi, Firenze, Sansoni, 1966-87), delle Rime di Dante da Maiano (Firenze, Le Monnier, 1969), del Laudario urbinate di Jacopone da Todi (Firenze, Sansoni, 1969), de L'opera in versi di Eugenio Montale  (Torino, Einaudi, 1980, in collaborazione col suo maestro Gianfranco Contini), del Canzoniere di Petrarca (Torino, Einaudi, 2005). Pubblicò anche per Mondadori, tra il 1991 e il 1996, le poesie montaliane del Diario postumo, la cui attribuzione fu contestata da Dante Isella.